# Petrorossia sceliphronina
Petrorossia sceliphronina är en tvåvingeart som beskrevs av Eugène Séguy 1935. Petrorossia sceliphronina ingår i släktet Petrorossia och familjen svävflugor. Inga underarter finns listade i Catalogue of Life.